# مه‌تلک
مِه‌تِلِک (به مجاری:  Méhtelek) یک منطقهٔ مسکونی در مجارستان است که در ناحیه فهردیارمات واقع شده‌است. مه‌تلک ۸٫۶۲ کیلومتر مربع مساحت و ۷۵۹ نفر جمعیت دارد.